# フォートエリー (オンタリオ州)

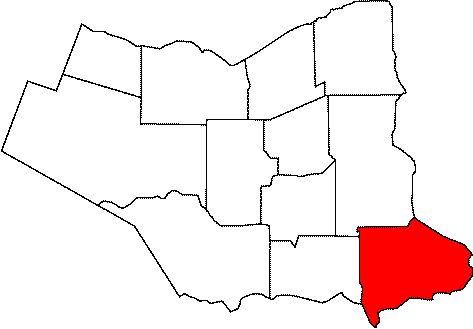
ナイアガラ地域内の位置

フォートエリー（英：Fort Erie）は、オンタリオ州・ナイアガラ地方の町。人口は2万8,143人（2001年統計）。エリー湖の東端、ナイアガラ川への入り口に位置する。川の対岸にはバッファロー市（ニューヨーク州）があり、ピース・ブリッジでつながっている。

## 歴史
1764年、イギリス軍がこの地にフォートエリーと呼ばれる要塞を築いたことで入植が始まる。アメリカ独立戦争時、兵糧の補給基地として機能した。1812年の米英戦争の際、フォートエリーは建設途中で完成に至っていなかった。そのさなか、1812年と1814年に、アメリカ軍による攻撃に合い、2度占領されることとなる。1814年、冬の訪れを前に、フォートエリー（要塞）は破壊されアメリカ軍はバッファローへと撤退した。1939年には観光地として再建され現在に至る。
1927年8月7日、フォートエリーとバッファローを結ぶピース・ブリッジが開通した。

## 観光
- フォートエリー
- フォートエリー博物館 (Fort Erie Museums) - 鉄道などを始めとして町の歴史にまつわる様々なものが展示されている。
- 人形博物館 (Mildred Mahoney Silver Jubilee Dolls' House Gallery)

この人形博物館には1780年代から1980年代にかけて集められた様々な人形が飾られている。1800年代の昔、建物の地下には地下鉄の路線があり、奴隷をかくまった場所として知られる。
エリー湖に面してある町のビーチでは、クリスタルビーチ (Crystal Beach) とベイビーチ (Bay Beach) が特に知られており、同エリアでは最も有名なビーチとなっている。週末にはトロントやバッファローから娯楽を求めて多くの観光客が訪れる。

## 交通
- フォートエリー・トランジット (Fort Erie Transit) - フォートエリーの交通局。
- 1896年から1898年まで、モノレール形式のオンタリオ・サザン鉄道がクリスタルビーチ -  リッジウェイ (Ridgeway) 間を運行していた。